# شهرستان سنحان
سنحان ناحیه‌ای در استان صنعا در کشور یمن ایت مرکز آن روستای سنحان است. جمعیت این منطقه در سال ۲۰۰۳، ۴۰۰,۳۹۹ بوده است.